# CommutAir
CommutAir — регіональна авіакомпанія Сполучених Штатів Америки зі штаб-квартирою у Норт-Омстед штат Огайо, що знаходиться у власності керуючої компанії Champlain Enterprises, Inc.
CommutAir працює під торговою маркою (брендом) Continental Connection магістральної авіакомпанії Continental Airlines і використовує як транзитні вузли головні вузлові аеропорти авіакомпанії в Міжнародному аеропорту Клівленда Хопкінс і Міжнародному аеропорту Ньюарка Ліберті. Маршрутна мережа авіакомпанії поширюється в основному на штати Середнього Заходу і північно-східної частини США.

## Історія
Авіакомпанія була заснована в 1989 році і почала операційну діяльність 1 серпня того ж року. Спочатку штаб-квартира компанії розташовувалася в Платтсбурзі (штат Нью-Йорк).
До грудня 2000 року CommutAir працювала в рамках партнерського договору з авіакомпанією US Airways, після відмови US продовжувати договір CommutAir уклала код-шерінгову угоду з іншим магістральним авіаперевізником Continental Airlines. У липня 2001 року авіакомпанія оголосила про плани щодо зменшення свого повітряного флоту і скорочення персоналу майже наполовину і плани щодо повної реструктуризації компанії.
На початку 2002 року CommutAir утворила власний міні-хаб у Олбані (Нью-Йорк), який до 2004 року виконував роль транзитного вузла для рейсів в міста Аллентаун, Гаррісберг, Буффало, Рочестер, Сірак'юс, Барлінгтон, Манчестер, Портленд[уточнити], Бангор, Провіденс, Айсліп, Хартфорд/Спрінгфілд, Вайт-Плейнз, Оттава і Монреаль. Всі рейси виконувалися на літаках Raytheon Beech 1900D. З Міжнародного аеропорту Логан в Бостоні була розгорнута маршрутна мережа міста Ратленд, Вайт-Плейнз, Аллентаун, Барлінгтон, Скрентон, Айсліп, Саранак-Лейк і Платтсбург. У результаті збиткової, в частині регіональних авіаперевезень, діяльності філій Continental Airlines в Олбані і Бостоні вся маршрутна мережа до 2005 року поступово змістилася в західному напрямку.
У січні 2003 року було між CommutAir і Continental Airlines було укладено угоду про використання в ролі транзитного вузла Міжнародного аеропорту Клівленда Хопкінс, діяльність в рамках цієї угоди почалася 16 березня 2003 року відкриттям регулярних рейсів в міста Каламазо (Мічиган) і Елміра (Нью-Йорк). У наступному місяці відкрилися рейси ще два міста і до серпня 2003 року CommutAir мала 12 регулярних маршрутів з аеропорту Клівленда. У травні 2007 року авіакомпанія оголосила про плани перенесення своїх рейсів з Платтсбурга в Клівленд.
20 травня 2008 року 107 118 пілотів CommutAir проголосували за вступ профспілки авіакомпанії в Асоціації пілотів авіакомпаній США (ALPA).
2 червня 2008 року авіакомпанія Continental Airlines оголосила про плановане у зв'язку з економічною кризою скорочення трьох тисяч робочих місць і закриття ряду регулярних пасажирських маршрутів. Через тиждень компанія оголосила про виключення з 3 вересня 2008 року деяких рейсів CommutAir зі свого розкладу пасажирських перевезень.
Штаб-квартира була перенесена з  в Південного Барлінгтону (Вермонт) у штат Огайо.

## Маршрутна мережа
Станом на жовтень 2008 року авіакомпанія CommutAir виконувала рейси в наступні пункти призначення:

### Міжнародні
- Канада
  - Онтаріо
    - Торонто — Міжнародний аеропорт Торонто Пірсон

### Внутрішні

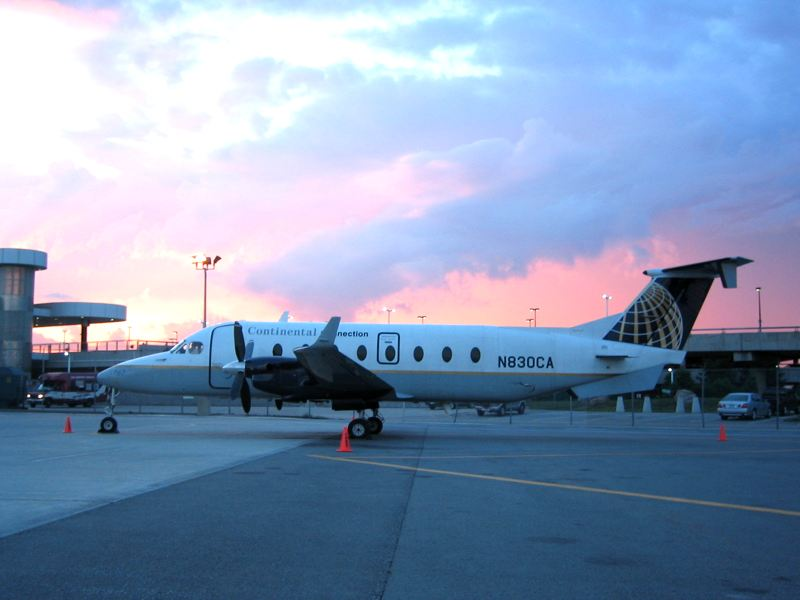
Beechcraft 1900D CommutAir

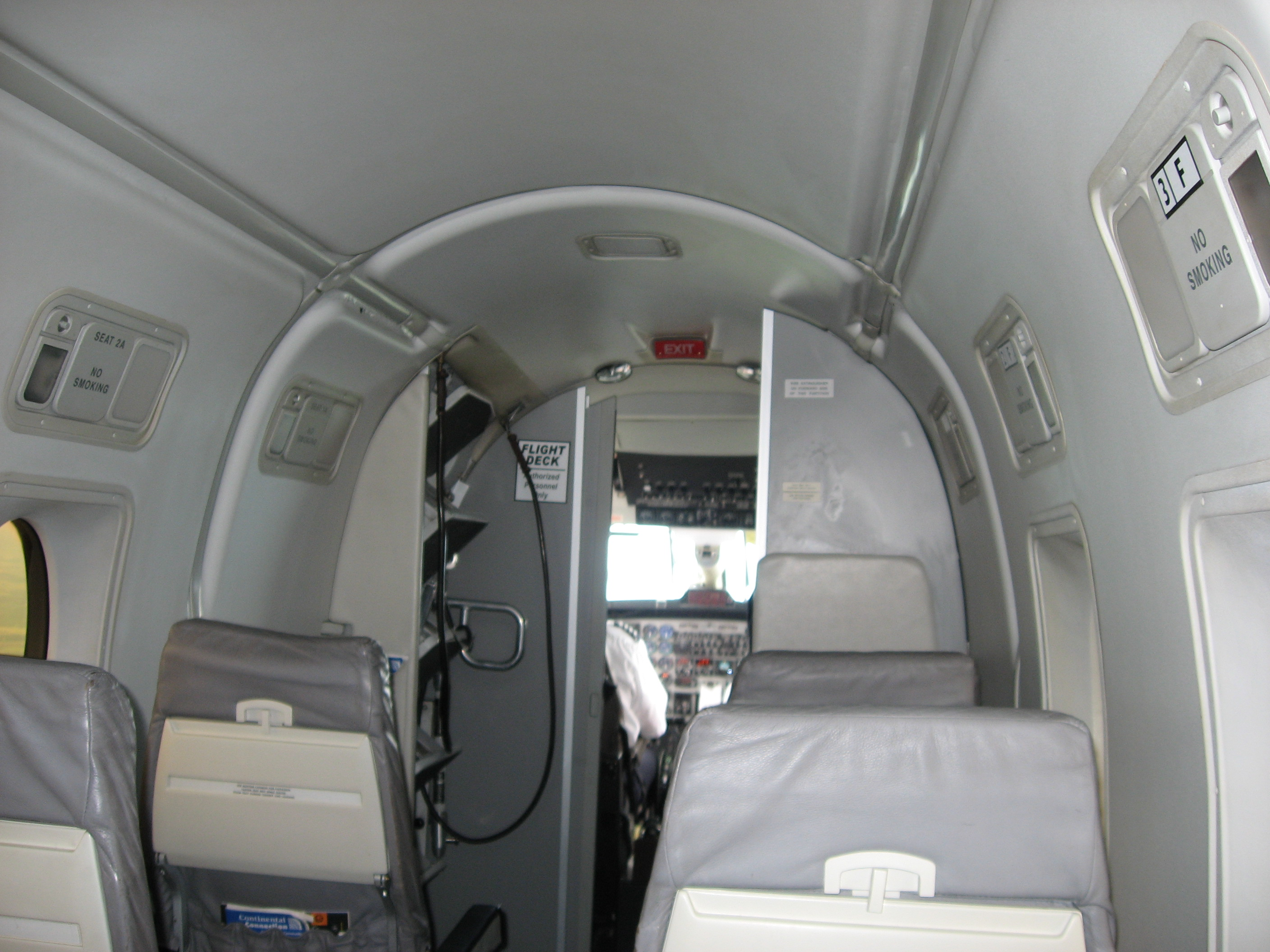
Пасажирський салон Beechcraft 1900D авіакомпанії CommutAir

- Коннектикут
  - Віндзор-Локс — Міжнародний аеропорт Бредлі
- Індіана
  - Форт Уэйн — Международный аэропорт Форт-Уэйн
  - Індіанаполіс — Міжнародний аеропорт Індіанаполіса
  - Сауз-Бенд — Регіональний аеропорт Сауз-Бенд
- Мічиган
  - Флінт — Міжнародний аеропорт Бішоп
  - Гранд-Рапідс — Міжнародний аеропорт імені Джеральда Р. Форда
- Нью-Йорк
  - Олбані — Міжнародний аеропорт Олбані
  - Буффало — Міжнародний аеропорт Баффало Ніагара
  - Ітака — Міжнародний аеропорт Ітака Томпкінс
  - Рочестер — Міжнародний аеропорт Рочестер
  - Сірак'юс — Міжнародний аеропорт Сірак'юс Хенкок
- Нью-Джерсі
  - Ньюарк — Міжнародний аеропорт Ньюарк Ліберті хаб
- Огайо
  - Клівленд — Міжнародний аеропорт Клівленда Хопкінс хаб
  - Колумбус — Міжнародний аеропорт Порт-Колумбус
  - Дейтон — Міжнародний аеропорт Дейтона імені Джеймса М. Кокса
- Пенсільванія
  - Ері — Міжнародний аеропорт Ері
  - Гаррісбург — Міжнародний аеропорт Гаррісбург
  - Філадельфія — Міжнародний аеропорт Філадельфії
  - Піттсбург — Міжнародний аеропорт Піттсбурга
- Вісконсин
  - Медісон — Регіональний аеропорт округу Дейн
- Вашингтон
  - Міжнародний аеропорт Washington Dulles

## Флот авіакомпанії
Повітряний флот авіакомпанії CommutAir складають наступні літаки:
- Bombardier Q200

### Колишній флот
Раніше CommutAir експлуатувала флот з 16 літаків моделі Beechcraft 1900, які працювали під брендом US Airways Express і пізніше під брендом Continental Connection:
- Beechcraft 1900C — 1
- Beechcraft 1900D — 15